# 上越市立図書館
上越市立図書館（じょうえつしりつとしょかん）は、新潟県上越市に所在する公立の図書館である。
高田図書館（浦川原分館と頚城分館を含む）と直江津図書館で構成されている。これら4施設間で相互貸し出しが可能である。

## 高田図書館

### 歴史
1908年（明治41年）6月27日 - 「県社榊神社三百年祭紀念立高田図書館」として私立高田図書館が、岡島町（現在の上越市立大手町小学校の位置）にあった旧新潟県立高田中学校（現在の新潟県立高田高等学校）の空き校舎内に開設された（延べ床面積は約288㎡）。旧藩校の「脩道館」には約7,800冊の蔵書が死蔵されており、これを一般に公開するというのが図書館創設の目的であった。
1910年（明治43年）１月 - 前年に内務省神社局から神社による図書館経営をやめるよう通達があり、県社榊神社三百年祭紀念立高田図書館は、有志22名による私立高田図書館となる。
1911年（明治44年）7月 - 町営に移管し高田町立高田図書館となり、同年9月1日の高田市制施行により高田市立高田図書館となった。新潟県内では最も早い公立化であった。
1919年（大正8年）4月3日 - 当時同居していた市立商工学校（現在の新潟県立高田商業高校）の増築により、中小町（なかごまち、現在の本町5）へ移転開館する（延べ床面積は約443㎡）。
1923年（大正12年）7月11日 - 市立商工学校の移転に伴い、空き校舎へ出戻る形で移転開館する（延べ床面積は約661㎡）。
1927年（昭和2年）8月1日 - 「レコードと童話 少年少女大会」（レコード演奏、独唱、合唱、ハーモニカ演奏等も実施）を閉館後の夜間に開始（戦中を除き、図書館移転まで継続）。
1961年（昭和36年）10月24日 - 図書館の移転工事中の不便解消のために移動文庫用自動車「みゆき号」が運用を開始。移転完了後も継続運用された（2014年（平成26年）12月まで車両を入れ替えながら運用された）。
1962年（昭和37年）4月 - 大手町64番地にて鉄筋コンクリート造りにて移転新築工事が着工（建築予算は3,000万円）、同年12月27日に落成した（延べ床面積は1,041㎡）。駐車場は数台分しかなく、後年に問題となる。
1969年（昭和44年） - 市立図書館としては初めて、戦前の新聞のマイクロフィルム化が行われた。
1994年（平成6年）7月15日 - 上越市発足20周年記念事業として現在地に移築開館した。延べ床面積は4,306㎡で先代の4倍程の大きさであり、専用駐車場も40台程度確保された。
2005年（平成17年）10月1日 - 小川未明文学館が常設展示として1階に開館した。
2023年（令和5年）4月 - 試験勉強などで中高生が殺到し、一般利用者からの苦情を受けて2003年（平成15年）7月に廃止されていた自習室が復活した。

### 詳細
開館時間 - 午前10時
通常閉館時間（10月～5月） - 午後7時（火～金）、午後6時（土・日・祝）
夏季閉館時間（6月～9月） - 午後8時（火～金）、午後6時（土・日・祝）
休館日 - 月曜日（祝日は除く）、祝日の翌日（土・日及び祝日は除く）、12月29日～1月3日、毎月第3木曜日（館内整理日）（その日が祝日の場合は翌日）、特別図書整理期間（1月下旬の約1週間）
近くの目印 - 高田城址公園（高田スポーツセンター向かい）、自衛隊高田駐屯地

## 直江津図書館

### 歴史
1949年（昭和24年）4月1日 - 直江津町役場に保管されていた御大礼文庫蔵書500冊を移し、これを中心に新刊書を購入し、同日に竣工した直江津公民館に図書部が設置された。
1950年（昭和25年）7月 - 新潟県立図書館上越分館併設。同時に夏季海浜図書館を開設。
1951年（昭和26年）2月 - 直江津町役場分室2階に移転し、常設図書館となった。
1958年（昭和33年）4月1日 - 図書館条例を施行して直江津公民館より独立。沖見町（現在の中央4）に直江津図書館が誕生した。
1961年（昭和36年）4月24日 - 市民会館（西本町4）の2階に移転した。
2010年（平成22年）10月1日 - 直江津学びの交流館の1階から3階に現在の図書館が開館した。公立図書館が民間企業の建物の一部に併設されるのは都会ではよくあることだが、地方都市では珍しい。開館時にはiPadが設置されたほか、公衆無線LAN、読売新聞社によるオンライン・データベースも導入されるなど情報機能も充実している。

### 詳細
開館時間 - 午前10時
閉館時間 - 午後8時（月・火・木・金）、午後6時（土・日・祝）
「こどもとしょしつ」閉館時間 - 午後6時
休館日 - 水曜日（祝日は除く）、祝日の翌日（土・日及び祝日は除く）、12月29日～1月3日、毎月第3木曜日（館内整理日）（その日が祝日の場合は翌日）、特別図書整理期間（1月下旬の約1週間）
近くの目印 - 直江津駅、ホテルセンチュリーイカヤ新館

## 分館
- 浦川原分館 - 〒942-0392　新潟県上越市浦川原区釜淵5（浦川原地区公民館内）
  - 開館時間　午前10時
  - 閉館時間　午後7時（火～金）、午後6時（土・日・祝）
  - 休館日　月曜日（祝日は除く）、祝日の翌日（土・日及び祝日は除く）、12月29日～1月3日

- 頚城分館 - 〒942-0127　新潟県上越市頸城区百間町716（ユートピアくびき希望館内）
  - 開館時間　午前10時
  - 閉館時間　午後7時（火～金）、午後6時（土・日・祝）
  - 休館日　月曜日（祝日は除く）、祝日の翌日（土・日及び祝日は除く）、12月29日～1月3日

## 蔵書数
2025年（令和7年）2月28日現在
高田図書館 - 269,226冊
直江津図書館 - 161,510冊
浦川原分館 - 20,769冊
頚城分館 - 15,905冊